# Пунга (мифология)

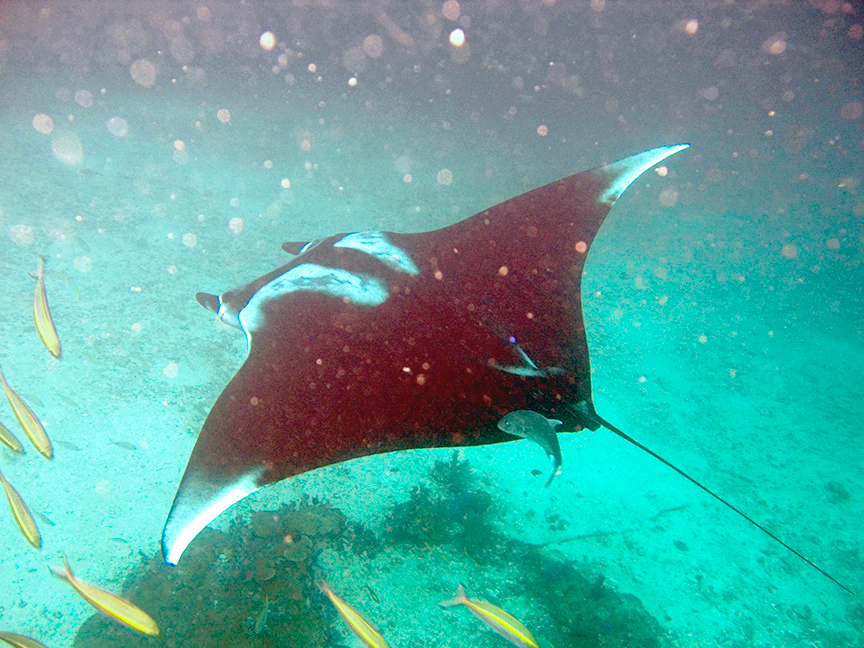
Пунга — отец всех странных существ, таких, как скаты, акулы и ящерицы.

В легендах маори, Пунга — мифическое существо, предок всех акул, ящериц, скатов, а также всех страшных и уродливых существ. Все странные и некрасивые существа по мифологии маори — дети Пунги. Местное выражение Te aitanga a Punga (отпрыск Пунги) используется в качестве описания некрасивого человека.

## Мифология маори
Пунга — сын Тангароа, бога морей. Когда Тафириматеа (бог грозы) завязал войну против своих братьев, после того как они разделили Ранги и Папа (небо и землю), двум сыновьям Пунги — Икатере и Ту-Те-Вехивехи, пришлось бежать ради спасения своих жизней. Икатере спрятался в море и стал отцом некоторых рыб, а Ту-Те-Вехивехи нашел убежище в лесу и стал отцом ящериц.
Как и положену сыну Тангароа, имя Пунги имеет морские корни — на языке маори «пунга» обозначает «камень-якорь» — в Полинезии этим словом именуют кораллы, которые также используют как якорь. .
В некоторых вариациях легенды, Пунга — сын Ранги-потики (отца неба) и Папатуануку (матери земли). По версии эпоса Тафаки, который приписывается племени Нгати Хау, Пунга является братом Карихи и Хема, но во многих переложениях он — двоюродный брат Карихи и Тафаки .

## Мифы других областей Полинезии
В некоторых гавайских легендах, Хема и Пунга — сыновья Айканаки и Хинаханайакамаламы .